# Bronze de Luzaga
El bronze de Luzaga (Guadalajara) és una placa de bronze de 16 x 15 cm., trobada als afores de la població a finals de S.XIX, actualment perduda. Conté un text en llengua celtibèrica escrit en la variant occidental del signari celtibèric, on es detecta l'ús del sistema dual, que permet diferenciar les oclusives dentals i velars sordes de les sonores. El text està realitzat amb la tècnica del puntejat i es distribueix en 8 línies que contenen 123 caràcters. La placa està foradada 7 vegades de forma més o menys simètrica i presenta més d'un terç de la superfície exempta d'escriptura.
Tot i la pertinença de la llengua celtibèrica al grup de llengües cèltiques de la família indoeuropea no hi ha consens entre els investigadors sobre la traducció completa del text, però sí que hi ha un cert acord en considerar que descriu un pacte d'hospitalitat entre els habitants de Lutia i Aregorata.

## Transcripció
aregoratikubos : karuo : genei
gortika : lutiakei : aukis : barazioka
erna : uela : tigerzetaz : so
ueizui : belaiokumkue
genis : garikokue : genis
sdam : gortikam : elazunom
karuo : tegez : sa : gortika
teiuoreikis
(Transcripció de Jordán 2004)